# 이호재 (영화 감독)
이호재(1973년 1월 3일 ~ )는 대한민국의 영화 감독이자 각본가이다. 2009년 공포 스릴러 영화 작전으로 데뷔했다.

## 참여 작품
- 어느날 갑자기 두 번째 이야기 - 네 번째 층
- 작전 (영화)
- 남자사용설명서
- 로봇, 소리(2015) - 감독/각색
- 세로본능(2010) - 감독